# Kanton Balzar
Der Kanton Balzar befindet sich in der Provinz Guayas im zentralen Westen von Ecuador. Er besitzt eine Fläche von etwa 1200 km². Im Jahr 2022 lag die Einwohnerzahl bei rund 57.800. Verwaltungssitz des Kantons ist die Stadt Balzar mit 28.794 Einwohnern (Stand 2010).

## Lage
Der Kanton Balzar liegt im Tiefland im Norden der Provinz Guayas. Der Hauptort Balzar befindet sich knapp 90 km nördlich der Provinzhauptstadt Guayaquil. Der Río Daule durchquert den Kanton in südlicher Richtung. Im Osten wird der Kanton vom Flusslauf des Río Macul begrenzt. Die Fernstraße E48 (Guayaquil–Velasco Ibarra) führt durch den Kanton und am Hauptort Balzar vorbei.
Der Kanton Balzar grenzt im Süden an den Kanton Colimes, im Westen an die Provinz Manabí mit den Kantonen Olmedo, Santa Ana und Pichincha, im Norden an den Kanton El Empalme sowie im Osten an die Provinz Los Ríos mit den Kantonen Mocache, Palenque und Vinces.

## Verwaltungsgliederung
Der Kanton Balzar wird von der gleichnamigen Parroquia urbana („städtisches Kirchspiel“) gebildet.

## Geschichte
Der Kanton Balzar wurde am 26. September 1903 gegründet. Zuvor war das Gebiet eine Parroquia des Kantons Daule. 1971 wurde aus dem nördlichen Teil des Kantons Balzar der neue Kanton El Empalme geschaffen, im Jahr 1988 erlangte der südlich gelegene Kanton Colimes Selbständigkeit von Balzar.
Entwicklung der Einwohnerzahl im Kanton Balzar bei landesweiten Volkszählungen zum jeweiligen Gebietsstand:
| Jahr                    | Einwohner | +/-     |
| ----------------------- | --------- | ------- |
| 1950                    | 33.761    | –       |
| 1962                    | 63.766    | 88,9 %  |
| 1974                    | 51.497    | −19,2 % |
| 1982                    | 58.616    | 13,8 %  |
| 1990                    | 45.085    | −23,1 % |
| 2001                    | 48.470    | 7,5 %   |
| 2010                    | 53.937    | 11,3 %  |
| 2022                    | 57.829    | 7,2 %   |
| Datenherkunft: Wikidata |           |         |